# Brest Finistère Classic
La Brest Finistère Classic est une régate de voiliers classiques créée par Sea to See et Kaori à l'initiative de Gwen Chapalain et Jacques et Laurence Caraës.

## Première édition
La première édition a eu lieu entre Brest et Douarnenez du 21 au 26 août 2023. 6 bateaux et 90 équipiers y ont participé. Le classement est :
1. Mariquita (YC des Abers), skipper Jacques Caraës : 10 pts
2. Lady Maud (YC de l’Odet), skipper Georges-Philippe Fontaine : 19 pts
3. Moonbeam (YC des Abers), skipper Romain Le Gall : 20 pts
4. Pen Duick (CN Coutainville), skipper Marius Ferey : 32 pts
5. Fyne (YC des Abers), skipper Gilles Menut : 47 pts
6. Moonbeam IV (YC des Abers), skipper Marianne Lebleu : 54 pts

Une collision entre Mariquita et Moonbeam IV a occasionné une rupture du mat de ce dernier.

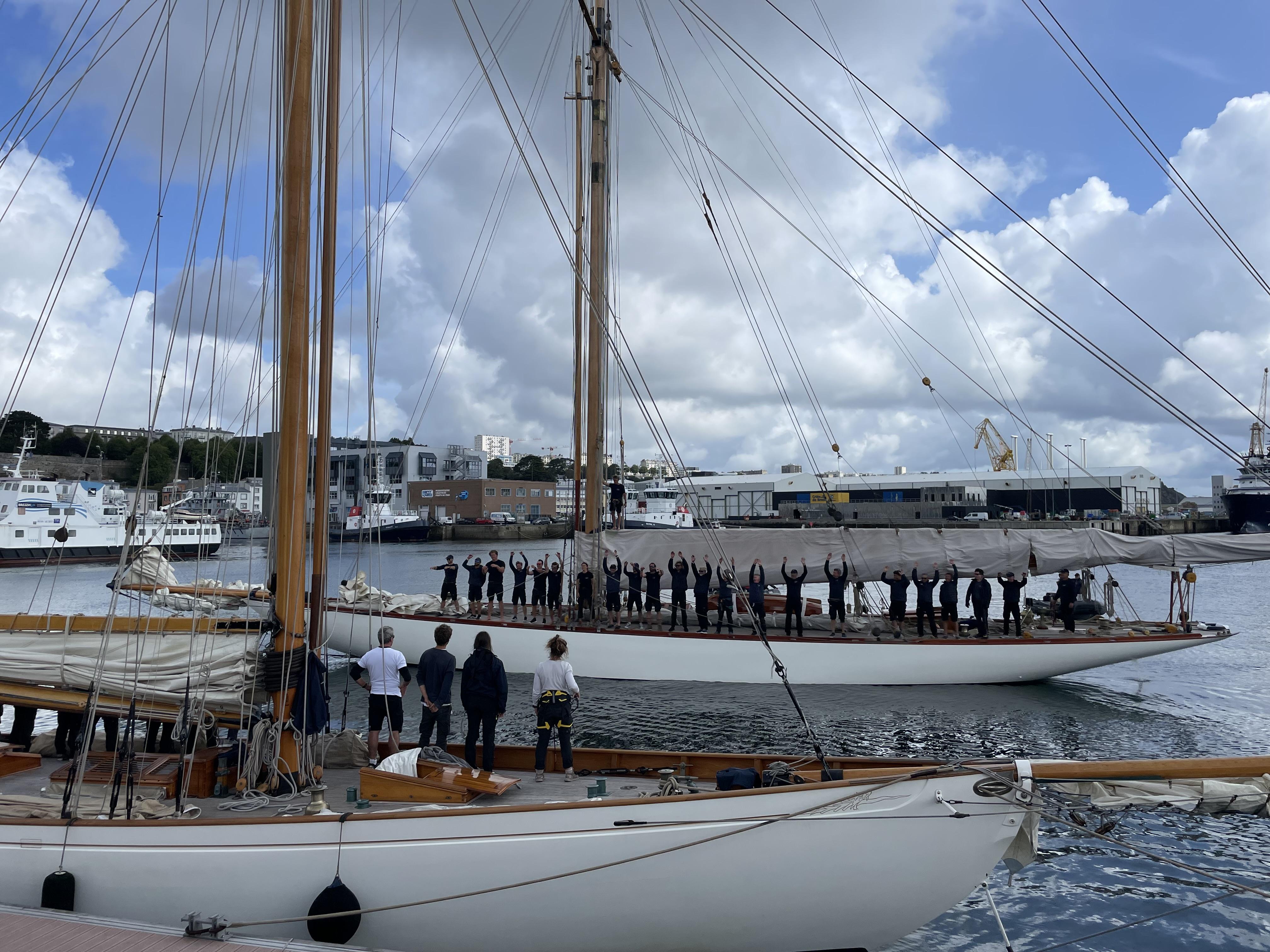
Arrivée du Mariquita à Brest - Régate Brest Finistère Classic 2023 - L'équipage du Mariquita salue celui de Moonbeam.

## Deuxième édition
La deuxième édition, rebaptisée « Hoalen Brest Douarnenez Classic Finistère » a lieu du 24 au 29 août 2024,.
Classement final :
- 1. Mariquita barré par Jacques Caraës
- 2. Moonbeam IV barré par Romain Le Gall
- 3. Ierne barré par Sébastien Gaonac'h
- 4. Moonbeam
- 5. Stiren
- 6. Hallali
- 7. Pen Duick
- 8. Lady Maud
- 9. Fyne